# Roland Lebrun (Sänger)
Roland Lebrun (Le Soldat Lebrun; * 10. Oktober 1919 in Amqui; † 2. Januar 1980 in Québec) war ein kanadischer Singer-Songwriter.

## Leben
Lebrun, der einer Musikerfamilie entstammte, trat 1939 in die kanadische Armee ein und war im Camp Valcartier stationiert. Dort begann er, Lieder über das Soldatenleben zu schreiben, die er zur Gitarre vortrug. Seine erste LP nahm er 1940 auf. Mit Liedern wie L’adieu du soldat, N’oublie pas ta prière, Lettre d’un soldat und Prière d’une maman erlangte er während des Zweiten Weltkriegs enorme Popularität in Kanada. Nach dem Krieg ließ sein Erfolg spürbar nach, er produzierte jedoch bis 1966 mehr als 200 Titel und veröffentlichte 16 Alben. Danach zog er sich nach Beauport bei Québec zurück und trat nur noch gelegentlich mit seiner Frau und seinen fünf Kindern auf.